# هوانه‌والا
هوانه‌والا (به لاتین: Hewanewala) یک منطقهٔ مسکونی در سری‌لانکا است که در استان مرکزی (سری‌لانکا) واقع شده‌است.